# Because of the Times
Because Of The Times es el tercer álbum de la banda americana de indie rock Kings of Leon, que salió a la venta entre marzo y abril de 2007. Este trabajo se convirtió en el primer número uno de la banda en el Reino Unido e Irlanda. Además, en su primera semana el disco llegó al puesto 25 en los rankings estadounidenses vendiendo 42000 copias.
La edición en vinilo no fue editada hasta dos meses después en vinilo rojo, álbum que sólo puede encontrarse en los Estados Unidos.
Hasta el momento, tres canciones han sido editadas como singles: On Call, Fans y Charmer.

## Lista de canciones
1. "Knocked Up" – 7:10
2. "Charmer" – 2:56
3. "On Call" – 3:21
4. "McFearless" – 3:09
5. "Black Thumbnail" – 3:59
6. "My Party" – 4:10
7. "True Love Way" – 4:02
8. "Ragoo" – 3:01
9. "Fans" – 3:36
10. "The Runner" – 4:16
11. "Trunk" – 3:57
12. "Camaro" – 3:06
13. "Arizona" – 4:50

## Posicionamiento

### Álbum
| Año  | País           | Posición |
| ---- | -------------- | -------- |
| 2007 | Reino Unido    | 1        |
| 2007 | Nueva Zelanda  | 1        |
| 2007 | Irlanda        | 1        |
| 2007 | Australia      | 4        |
| 2007 | Estados Unidos | 25       |
| 2007 | Bélgica        | 20       |

- Datos: Q1754025